# Josep Maria Botey i Gómez
Josep Maria Botey i Gómez (Granollers, 19 de maig de 1943), arquitecte català.
Va estudiar a l'Escola d'Arquitectura de Barcelona.
Fins a l'any 1984 va treballar amb Andreu Bosch i Lluís Cuspinera i Font. Amb ells va fer el Museu de Granollers (1976) i la remodelació del pavelló Ave Maria de la Casa de Maternitat de Barcelona, seu del Departament de Sanitat de la Generalitat (Premi FAD 1983).
Individualment és autor del Teatre Auditori de Granollers i del Centre Cultural Can Rajoler a Parets del Vallès.
Ha reformat l'edifici de la Pia Almoina per allotjar-hi el Museu Diocesà de Barcelona.
Va ser autor del projecte de rehabilitació de la Casa Batlló d'Antoni Gaudí, tot i que posteriorment el 1993 es va desvincular de l'obra a no estar d'acord amb algunes propostes dels propietaris, la família Bernat.
Ha publicat els llibres Inside Barcelona (1992) i Oscar Niemeyer (1997).